# Гргур Турски
Гргур Турски или Григорије Турски (лат. Gregorius Florentius) (око 538—594) био је епископ града Тура, писац и историчар. Пореклом из аристократске галско-римске породице, био је једна од важнијих политичких и интелектуалних личности у земљама које су у веку пре њега заузели Франци. Његово најпознатије књижевно дело, Историја Франака ((лат. Historia Francorum), такође и Десет књига историје (лат. Decem Libri Historiarum)) је најважнији историјски извор епохе Меровинга и једно је од капиталних дела раног средњег века на западу уопште. Pимокатоличкa и Православнa Црква славе га као светитеља.

## Биографија
Рођен је 538. или 539. у Арверни (данашњем Клермон-Ферану) као Георгије, од оца Флоренција и мајке Арментарије. Умро је 17. новембра 594. у Туру. Припадао је угледној сенаторској породици, у којој се причало да је оснивач био Леокадије, галоримски сенатор, отац једног од првих галских мученика, Епагета. У зрелом добу, Георгије је променио име у Гргур, по мајчином деди.
Образовање је добио од стрица Гала, епископа Клермона (525-551). После Галове смрти, његов наследник Авит се старао о Гргуру, пре свега га упућивајући искључиво у теолошку литературу.
573. године Гргур је наследио Еуфронија (Арментаријиног брата) на положају епископа Тура, на шта је највише утицао аустразијски краљ Сигисберт I.
После смрти аустразијског краља Сигисберта, био је оптужен од стране његовог брата и непријатеља, неустријског краља Хилперика, да је оклеветао краљицу Фредегунду, али је Гргур успео да се одбрани.
После смрти Хилперика 584. Тур долази у руке бургундског краља Гунтрама, а 587. по уговору у Анделоту, прелази под власт Сигисбертовог сина Хилдеберта .

### Књижевни рад
Гргур је почео да пише после 573, када је изабран за турског епископа. Његова дела су историјске и теолошке тематике.
У историјска дела се убрајају: Црквена историја Франака (лат. Historia ecclesiastica gentis Francorum) у 10 књига и О слави мученика (лат. De gloria martyrum) у 7 књига.
У теолошка дела се убрајају: Књига о чудима блаженог апостола Андрије (лат. Liber de miracula beati Andreae apostoli) и Страдање 7 светих мученика спавача пред Ефесом (лат. Pasio ss. martyrum septem dormientium apud Ephesum).
Историја Франака у 10 књига је најчувеније Гргурово дело, којим описује догађаје од стварања света до 591. године.:
- књига – од Адама до † св. Мартина Турског 397;
- књига – до краја владавине краља Хлодовеха (†511);
- књига – до † аустразијског краља Теодеберта 548;
- књига – до † аустразијског краља Сигисберта 575;
- књига – до 581;
- књига – до 584;
- ,  књига – до 587;
- књига – до 589;
- књига – до 591.

Гргурова књижевност спада у ону прелазног карактера између класичне антике и почетка средњег века. У време када је писао, традициолнално римско образовање, књижевност, и култура умногоме су пропали под бременом политичких превирања и власти страних народа. Структура Историје је стога налик каснијим средњовековним историјским делима, а његово владање класичним латинским језиком било је мањкаво. Свестан свог поређења са ранијим латинским делима, Гргур се и сам извињава у уводу књиге.